# Тимъти Фосу-Менса
Тимъти Фосу-Менса (роден 2 януари 1998 г.) е Нидерлански футболист, който играе като защитник или дефанзивен полузащитник за националния отбор по футбол на Нидерландия.

## Постижения
Манчестър Юнайтед
- ФА Къп: 2015–16
- Къмюнити Шийлд: 2016
- Купа на Футболната лига: 2016–17
- Лига Европа: 2016–17